# 2025 год в истории железнодорожного транспорта
В данной статье представлена хронологическая последовательность истории железнодорожного транспорта в 2025 году.

## События
- 5 января — в Индии введён в эксплуатацию участок первого коридора Дели — Газиабад — Мератх системы региональных скоростных сообщений Regional Rapid Transit System[1].
- 6 января — спустя 30 лет восстановлено пассажирское железнодорожное сообщение между Ригой, Вильнюсом и Таллином[2].
- 3 февраля — в Финляндии завершена электрификация линии Хювинкяа — порт Ханко[3].
- 9 марта — возобновляется железнодорожное сообщение между турецким Ваном и иранским Тегераном после пятилетнего перерыва[4].
- 17 июня — возобновляется пассажирское сообщение между Москвой и Пхеньяном[5].
- 27 июня — Московский монорельс прекращает работу[6].

## Ожидаемые события
- Испанский национальный оператор Renfe запустит высокоскоростной поезд между Барселоной (Испания) и Тулузой (Франция)[7].
- Открытие высокоскоростного железнодорожного сообщения между Стамбулом и Капыкуле[8].
- Начало строительства основного участка ВСМ Москва — Санкт-Петербург[9].
- Открытие городского вокзала Царицыно в Москве[10].

## Происшествия
| Дата       | Место                     | Погибли | Пострадали | Тип                        | Описание |
| ---------- | ------------------------- | ------- | ---------- | -------------------------- | --- |
| 22 января  | Пачора, Махараштра        | 12      | 15         | Наезд на людей             | Пассажиры начали прыгать с поезда из-за паники, вызванной слухами о начале пожара. После этого группу людей сбил другой состав. |
| 11 февраля | Гамбург                   | 1       | 25         | ДТП на переезде            | Скоростной поезд поезд Intercity Express (ICE) столкнулся с полуприцепом на переезде.                                           |
| 11 мая     | Норристаун (Пенсильвания) | 0       | 5          | Столкновение с препятсвием | Поезд врезался в ограждение в конце пути.                                                                                       |
| 31 мая     | Брянская область          | 7       | 104        | Обрушение моста            | Перед поездом рухнул автомобильный мост, в результате чего состав врезался в обломки и сошёл с рельсов.                         |
| 1 июня     | Курская область           | 0       | 3          | Обрушение моста            | В Курской области мост рухнул под составом, в результате чего тепловоз и три вагона упали на трассу. Локомотив загорелся.       |
| 27 июля    | Ридлинген                 | 3       | 50         | Сход с рельсов             | Сошёл с рельсов из-за оползня.                                                                                                  |